# 尿道交

高亮部分为男性尿道（上）和女性尿道（下）

尿道交（英語：Urethral intercourse）是插入式性行為的一種，当中像手指和陰茎般的物体会跟女性的尿道接合並彼此摩擦。此行為與使用尿道探子插入男性尿道的性行為並不相同。
若当事人在没接受过事先訓練的情況下把異物跟尿道接合，便會為从事尿道交的女性帶來健康風險，並可能為此需要就醫。據文獻記載，因尿道交而引起的求診案例一般發生於異性性伴侣之間；一項於1965年發表的全球醫學文獻調查找到了13例因尿道交而受傷的獨立病例。在2014年，相关病例已增至26宗，許多患有苗勒管发育不全的女性會在不知不覺中進行了尿道交。
尿道交會使尿道牵张，繼使女性尿道括约肌的控制能力可能完全永久喪失，導致尿失禁的情況出現。此外从事尿道交的女性的膀胱擁有較高的机会受到感染。尿道交期間亦可能出現尿失禁和尿道永久性擴張的情況。
無意的尿道交可能会引起原發性不孕、尿道交疼痛和失禁。瑪麗·羅區的《科學與性的奇異交配》提到了因陰茎跟女性的尿道接合而起的病例。